# Marko Kitti
Marko Kitti (Turku, 11 luglio 1970) è uno scrittore finlandese.
Dopo aver svolto diversi lavori iniziò a scrivere nel 1992, ma è solo negli anni 2000 che le sue opere vengono pubblicate.

## Opere
- Kottarainen, Arator Oy, Helsinki, 2001 ISBN 952-9619-82-0.
- Viidakko, Arator Oy, Helsinki, 2003 ISBN 952-9619-85-5.
- Meidän maailma, Arator Oy, Helsinki, 2008 ISBN 978-952-9619-92-4.
- Isiä ja poikia, Arator Oy, Helsinki, 2010 ISBN 978-952-9619-95-5.
- Oliivityttö, Tammi, Helsinki, 2012 ISBN 978-951-31-6644-1.